# Kambodża na Letnich Igrzyskach Olimpijskich 2008
Kambodżę na Letnich Igrzyskach Olimpijskich 2008 reprezentowało 4 zawodników - 2 mężczyzn i 2 kobiety.

## Skład kadry

### Lekkoatletyka
| Zawodnik      | Konkurencja          | Kwal. | Kwal. | Ćwierćfinał          | Ćwierćfinał          | Półfinał             | Półfinał             | Finał                | Finał                |
| Zawodnik      | Konkurencja          | Wynik | Poz.  | Wynik                | Poz.                 | Wynik                | Poz.                 | Wynik                | Poz.                 |
| ------------- | -------------------- | ----- | ----- | -------------------- | -------------------- | -------------------- | -------------------- | -------------------- | -------------------- |
| Sou Tit Linda | bieg na 100 m kobiet | 12.98 |       | Nie awansowała dalej | Nie awansowała dalej | Nie awansowała dalej | Nie awansowała dalej | Nie awansowała dalej | Nie awansowała dalej |
| Hem Bunting   | maraton mężczyzn     |       |       |                      |                      |                      |                      | 2:33:32              | 73                   |

### Pływanie
| Zawodnik        | Konkurencja                   | Kwal. | Kwal. | Półfinał             | Półfinał             | Finał                | Finał                |
| Zawodnik        | Konkurencja                   | Wynik | Poz.  | Wynik                | Poz.                 | Wynik                | Poz.                 |
| --------------- | ----------------------------- | ----- | ----- | -------------------- | -------------------- | -------------------- | -------------------- |
| Hem Thon Ponleu | 50 m stylem dowolnym mężczyzn | 27.39 | 79    | Nie awansował dalej  | Nie awansował dalej  | Nie awansował dalej  | Nie awansował dalej  |
| Hem Thon Vitiny | 50 m stylem dowolnym kobiet   | 31.41 | 78    | Nie awansowała dalej | Nie awansowała dalej | Nie awansowała dalej | Nie awansowała dalej |